# Fritz Schwerdtfeger
Fritz Schwerdtfeger (5 de marzo de 1903 -  4 de agosto de 1977) fue un botánico, dasónomo, ecólogo, y entomólogo alemán.

## Algunas publicaciones

### Trabajos científicos
- Ein Beitrag zur Fortpflanzungsbiologie des Borkenkäfers Pityogenes chalcographus L., Dissertation, Hann.-Münden 1928

- Prognose und Bekämpfung von Forleulenkalamitäten, „Der deutsche Forstwirt“/Neudeutsche Verlags- und Treuhand-Gesellschaft, Berlín 1932

- Untersuchungen über die Mortalität der Forleule (Panolis flammea Schiff) im Krisenjahr einer Epidemie, Hannover 1935

- Der Kiefernspanner 1937. Untersuchungen des Instituts für Waldschutz der Preußischen Versuchsanstalt für Waldwirtschaft, Eberswalde, anläßlich der Übervermehrung des Kiefernspanners, Bupalus piniarius L., in Preußen im Jahre 1937, Hannover 1939

- Prognose und Bekämpfung forstlicher Großschädlinge, Berlín 1941

- Die Waldkrankheiten. Ein Lehrbuch der Forstpathologie und des Forstschutzes, Berlín 1944 (4ª edición revisada 1981 ISBN 3-490-09116-7)

- Borkenkäfer-Bekämpfung in Fichtenwäldern. Eine Anleitung für den praktischen Forstmann, Hannover 1948

- Kampf dem Kiefernspinner. Einführung in die Lebensweise und Bekämpfung des Kiefernspinners (Dendrolimus pini L.), Radebeul und Berlín 1949

- Grundriss der Forstpathologie, Berlín & Hamburgo 1950

- Pathogenese der Borkenkäfer-Epidemie 1946 – 1950 in Nordwestdeutschland, Schriftenreihe der Forstlichen Fakultät der Universität Göttingen und Mitteilungen der Niedersächsischen Forstlichen Versuchsanstalt (vol. 13/14), Frankfurt am Main 1955

- Das Eichenwickler-Problem. Auftreten, Schaden, Massenwechsel und Möglichkeiten der Bekämpfung von Tortrix viridana L. in Nordwestdeutschland, Hiltrup in Westfalen 1961

- Ökologie der Tiere. Ein Lehr- und Handbuch in 3 Teilen, Hamburgo & Berlín
  - vol. 1: Autökologie. Die Beziehungen zwischen Tier und Umwelt, 1963 ISBN 3-490-07418-1
  - vol. 2: Demökologie. Struktur und Dynamik tierischer Populationen, 1968 ISBN 3-490-07518-8
  - vol. 3: Synökologie. Struktur, Funktion und Produktivität mehrartiger Tiergemeinschaften, 1975, ISBN 3-490-07318-5
- Lehrbuch der Tierökologie, Hamburgo & Berlín 1978, ISBN 3-490-07718-0

- Julius Theodor Christian Ratzeburg (1801 - 1871). Vater der Forstentomologie, Wegbereiter der angewandten Entomologie, Monographien zur angewandten Entomologie, Heft 24, Hamburgo & Berlín 1983, ISBN 3-490-10918-X

### Autobiografía
- Fazit, Hamburgo & Gotinga 1985
- La abreviatura «F.Schwerdtf.» se emplea para indicar a Fritz Schwerdtfeger como autoridad en la descripción y clasificación científica de los vegetales.[1]